# Sjarhej Papok
Sjarhej Aljaksandrawitsch Papok (belarussisch Сяргей Аляксандравіч Папок, russisch Сергей Александрович Попок, Sergei Alexandrowitsch Popok; Sergei Popok; * 6. Januar 1988) ist ein ehemaliger belarussischer Radrennfahrer, der auf Straße und Bahn aktiv war.

## Sportliche Laufbahn
Sjarhej Papok gewann 2005 bei den Straßenweltmeisterschaften in Salzburg die Bronzemedaille im Einzelzeitfahren der Junioren. Im Jahr darauf war er auf einem Teilstück des Giro della Lunigiana erfolgreich. In der Saison 2008 wurde Papok belarussischer U23-Meister im Zeitfahren und im Straßenrennen.
2013 sowie 2014 wurde Papok belarussischer Meister in der Einerverfolgung auf der Bahn, 2013 gewann er zudem zwei Etappen von Dookoła Mazowsza. 2015 sowie 2016 gewann er den Grand Prix Minsk. Zudem gewann er unter anderem Etappen der Five Rings of Moscow, der Tour of China I (beides 2015), der Tour of Ukraine und der Sharjah International Cycling Tour (beides 2016), der Tour of Mersin (2017) sowie der Tour of Qinghai Lake (2019).

## Erfolge

### Straße
2005
- Junioren-Weltmeisterschaft – Einzelzeitfahren

2006
- eine Etappe Giro della Lunigiana

2008
- Belarussischer Meister – Zeitfahren (U23)
- Belarussischer Meister – Straßenrennen (U23)

2010
- Giro del Belvedere

2011
- eine Etappe Giro della Valle d’Aosta

2013
- Central European Tour Miskolc Grand Prix
- zwei Etappen Dookoła Mazowsza

2015
- Grand Prix of Moscow
- eine Etappe Five Rings of Moscow
- Grand Prix Minsk
- eine Etappe Tour of China I

2016
- zwei Etappen und Punktewertung Tour of Ukraine
- Grand Prix of Vinnytsia
- Grand Prix Minsk
- zwei Etappen Sharjah International Cycling Tour
- UAE Cup

2017
- eine Etappe Tour of Mersin

2019
- eine Etappe Tour of Qinghai Lake

### Bahn
2013
- Belarussischer Meister – Einerverfolgung

2014
- Belarussischer Meister – Einerverfolgung